# Humbert Ferrer i Escobar
Humbert Ferrer i Escobar (Barcelona, 28 de maig de 1944) és un antic jugador d'hoquei sobre patins català de les dècades de 1960 i 1970, i més tard destacat metge traumatòleg.

## Trajectòria
Començà a practicar l'hoquei al Claret, passant a continuació al CP Voltregà, club on jugà divuit anys i guanyà nombrosos títols, entre ells tres copes d'Europa. Jugà breument a Madrid per motius laborals, als clubs Pilaristas i FEMSA. Retornà al Voltregà on finalitzà las seva carrera l'any 1978.
Fou internacional amb Espanya entre 1963 i 1977, proclamant-se dos cops campió del món.
Llicenciat en Medicina i cirurgia el 1968 a Barcelona, exercí com a metge traumatòleg un cop retirat de la pràctica esportiva en actiu.

## Palmarès
CP Voltregà
- Copa d'Europa:
  - 1965-66, 1974-75, 1975-76
- Campionat de Catalunya:
  - 1962, 1963, 1965
- Lliga d'Espanya:
  - 1964-65, 1974-75, 1975-76
- Copa d'Espanya:
  - 1965, 1969, 1974, 1977
- Copa de les Nacions:
  - 1961

FEMSA Madrid
- Primera Divisió (segona categoria):
  - 1970

Espanya
- Campionat del Món:
  - 1964, 1976
- Copa de les Nacions:
  - 1975
- Copa Llatina:
  - 1963
- Campionat d'Europa júnior:
  - 1962